# II. Vardanész pártus király
II. Vardanész a Pártus Birodalom trónkövetelője volt, aki i. sz. 55-58 között egyes tartományokat ellenőrzése alatt tartott.
Vardanész I. Vologaészész vagy I. Vardanész fia volt. Az ókori szerzők közül csak Tacitus említi, de fennmaradtak 55 és 58 között vert pénzei is. 55 körül Szeleukeiában fellázadt I. Vologaészész nagykirály uralma ellen és elfoglalta Ekbatanát is, mert az itteni pénzverdéből is bocsátott ki érméket. Mást nem tudunk róla.

## Fordítás
- Ez a szócikk részben vagy egészben  a   Vardanes II című angol Wikipédia-szócikk ezen változatának fordításán alapul.  Az eredeti cikk szerkesztőit annak laptörténete sorolja fel. Ez a jelzés csupán a megfogalmazás eredetét és a szerzői jogokat jelzi, nem szolgál a cikkben szereplő információk forrásmegjelöléseként.

| Előző uralkodó: I. Vologaészész | Pártus király 55-58 | Következő uralkodó: I. Vologaészész |